# الجبهة الغربية للحرب الأهلية الأمريكية

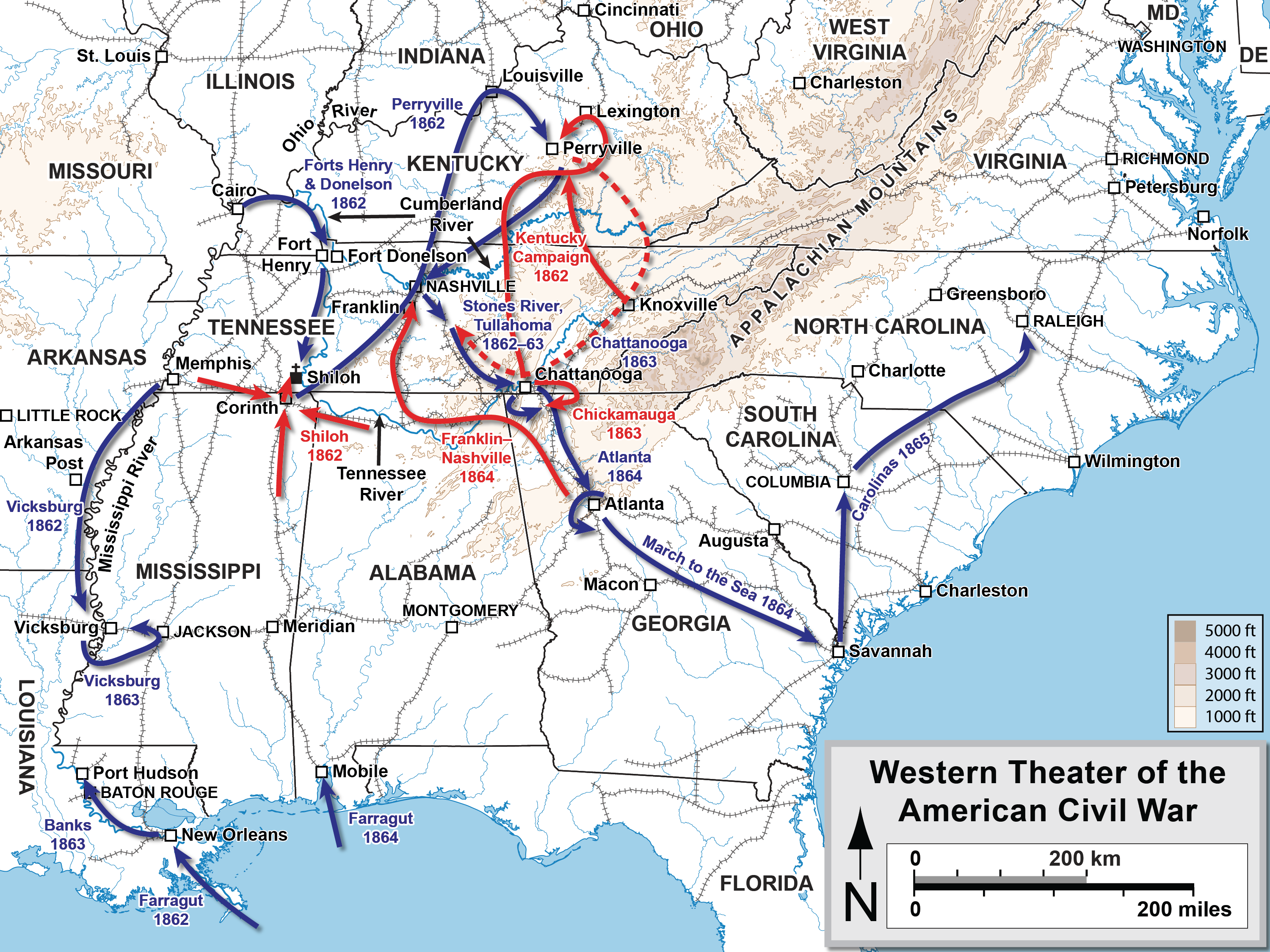
نظرة عامة على الجبهة الغربية (1861-1865):
الكونفدرالية
الاتحاد

تشتمل الجبهة الغربية للحرب الأهلية الأمريكية على عمليات عسكرية كبرى في ولايات ألاباما وجورجيا وفلوريدا ومسيسيبي وكارولاينا الشمالية وتينسي إلى جانب لويزيانا شرق نهر المسيسيبي. تُعتبر العمليات العسكرية على سواحل هذه الولايات –باستثناء خليج موبيل- جزءًا من الجبهة الساحلية السفلية. معظم العمليات الأخرى شرق جبال الأبالاش هي جزء من الجبهة الشرقية. والعمليات غرب نهر المسيسيبي دارت على الجبهة عبر المسيسيبي.
عملت الجبهة الغربية كمدخل مباشر لعمليات عسكرية لجيوش الاتحاد إلى الأراضي الزراعية في الجنوب عبر الأنهار الرئيسية في المنطقة (نهر المسيسيبي وتينيسي وكامبرلاند). اضطرت الكونفدرالية للدفاع عن منطقة شاسعة بموارد محدودة. وكانت معظم السكك الحديدية تمتد من الشمال نحو الجنوب، خلافًا للاتجاه من الشرق نحو الغرب، ما صعّب إرسال القوات الكونفدرالية والإمدادات إلى المناطق الصناعية والأكثف سكانًا شرق الكونفدرالية.
بدأت عمليات الاتحاد بتأمين كنتاكي في سبتمبر 1861. وقد حقق جيش يوليسيس جرانت «جيش تينيسي» نجاحات مبكرة في ولاية كنتاكي وغرب تينيسي في عامي 1861 و1862، واستولى على المواقع الاستراتيجية الهامة لحصني هنري ودونلسون. هزم جيش تينيسي وجيش أوهايو جيش مسيسيبي الكونفدرالي الذي يقوده اللواء ألبرت سيدني جونستون في معركة شيلوه، ودفعاه للخروج من غرب تينيسي، متجهين لاحقًا نحو مسيسيبي لفرض حصار على كورنث. توجهت قوات جرانت نحو فيكسبورغ وفرضت حصار عليها في 1862-1863. في هذه الأثناء، حقق جيش أوهايو، الذي عُرف لاحقًا باسم جيش كامبرلاند، انتصارًا بدحر الهجوم الكونفدرالي لولاية كنتاكي مسيطرًا على مساحات كبيرة من ولاية تينيسي من خلال معركة نهر ستونز وحملة تولاهوما لعام 1863 ضد الجيش الكونفدرالي لولاية تينيسي والذي كثيرًا ما انتُقد قائده براكستون براج لافتقاره المزعوم للمهارة العسكرية. عُرقِل جيش الاتحاد لفترة وجيزة أثناء غزوه لجورجيا في معركة تشيكاموغا، وحوصِر في تشاتانوغا. تولى جرانت قائد الفرقة العسكرية المنشأة حديثا في المسيسيبي دفة القيادة، وتلقى تعزيزات من جيش تينيسي وكذلك من الجيش الشرقي من بوتوماك. رُفِع حصار تشاتانوغا في نوفمبر 1863. بعد ترقيته من قبل أبراهام لينكولن إلى الجنرال العام، عيّن جرانت اللواء وليام تيكومسيه شيرمان مسؤولًا عن الجيوش المشتركة. وكانت تشاتانوغا بمثابة منصة انطلاق لشيرمان للاستيلاء على السكك الحديدية الكونفدرالية لأتلانتا والتقدم نحو المحيط الأطلسي موجهًا ضربة لوجستية ونفسية كبيرة للاتحاد. بعد أن وصل إلى المحيط، قام شيرمان بغزو الكارلوليناتين. انتهت العمليات في الجبهة الغربية باستسلام القوات الجنوبية لجيوش الاتحاد في كارولينا الشمالية وفلوريدا في مايو 1865 بعد استسلام الجنرال روبرت لي أمام جرانت في معركة أبوماتكس كورت هاوس.
تحظى الجبهة الغربية عادةً باهتمام أقل من الشرقية. ويتعلق ذلك كثيرًا بمحاذاة الأحداث في الشرق للعواصم والمراكز السكانية الرئيسية. ومع ذلك، يعتبرها بعض المؤرخين الجبهة الأكثر أهمية في الحرب. إذ بينما بقيت الجبهة الشرقية في حالة من الجمود حتى عام 1864، تمكنت قوات الاتحاد في الغرب ابتداءً من عام 1861 من محاصرة القوات الكونفدرالية بشكل مطرد ودحرها مجبرةً إياها على الاستسلام في نهاية المطاف. وقد تم ذلك من خلال سلسلة ثابتة من الانتصارات التي حققها الاتحاد في المعارك الكبرى تخللتها هزيمة واحدة فقط في تشيكاماوغا.

## جبهة العمليات

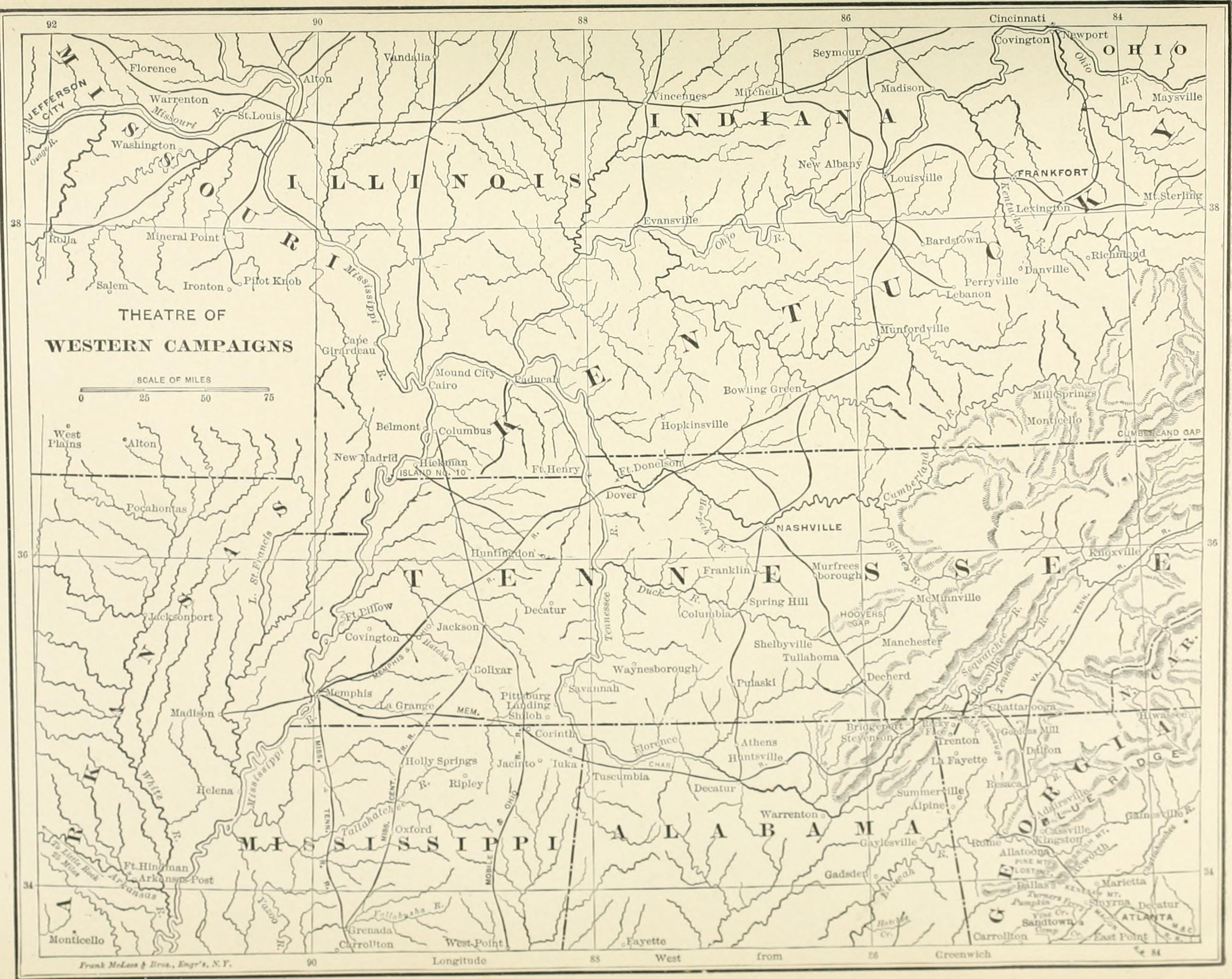
خريطة الجبهة الغربية في التاريخ الفوتوغرافي للحرب الأهلية

كانت الجبهة الغربية منطقة محددة بالموقع الجغرافي وتعاقب الحملات العسكرية. كانت في الأصل تمثل المنطقة الواقعة شرق نهر المسيسيبي وغرب جبال الأبالاش. استثنيت منها العمليات ضد ساحل الخليج والساحل الشرقي، ولكن مع تقدم الحرب وانتقال جيوش اتحاد وليام تيكومسيه شيرمان إلى الجنوب الشرقي من تشاتانوغا، تينيسي في 1864 و 1865، توسع تعريف الجبهة لتشمل العمليات في جورجيا والكاروليناتين.
اعتبرت الجبهة الغربية ببعض المقاييس الجبهة الأكثر أهمية في الحرب. كان الاستيلاء على نهر المسيسيبي أحد المرتكزات الرئيسية لخطة الأناكوندا التي وضعها الجنرال العام للاتحاد وينفيلد سكوت. وصف المؤرخ العسكري ج. ف. ش. فولر هجوم الاتحاد كحركة مفصلية هائلة وبأنها عجلة يسرى بدأت في كنتاكي واتجهت جنوبًا أسفل نهر المسيسيبي ثم شرقًا عبر تينيسي وجورجيا والكارولينايتين. وباستثناء معركة تشيكاماوغا وبعض الغارات الجريئة التي شنها سلاح الفرسان أو حرب العصابات، كانت السنوات الأربعة في الجبهة الغربية بمثابة سلسلة من الهزائم التي تكاد تكون متواصلة بالنسبة للكونفدراليين؛ أو في أفضل الأحوال انسحابات تكتيكية تبين في نهاية المطاف أنها انتكاسات إستراتيجية. تفوق جنرالات الاتحاد باستمرار على معظم نظرائهم الكونفدراليين، باستثناء قائد الفرسان ناثان بيدفورد فورست. مفتقرةً إلى الموقع القريب من العواصم ومراكز التجمعات السكانية في الشرق (وما يرافق ذلك من تركيز الصحف)، ونتيجة الانتصارات المدهشة التي حققها الكونفدراليون وشهرة الجنرالات الشرقيين مثل روبرت إدوارد لي وجورج ماكليلان وستونوول جاكسون، حظيت الجبهة الغربية باهتمام أقل بكثير من الشرقية آنذاك وفي الروايات التاريخية اللاحقة. ولم يلحظ أحد تقريبًا التقدم شبه المطرد الذي أحرزته قوات الاتحاد في هزيمة الجيوش الكونفدرالية في الغرب واستيلاءها على الأراضي الكونفدرالية.
وإن تصنيف الحملات الذي وضعته إدارة المتنزهات الوطنية في الولايات المتحدة أكثر دقة من التصنيف المستخدم في هذا المقال. وقد أُهملت بعض الحملات الصغيرة في تصنيف إدارة المتنزهات الوطنية وأُجمِلت بعضها ضمن فئات أكبر. ولم يُوصّف سوى عدد قليل من المعارك الـ 117 في تصنيف إدارة المتنزهات الوطنية لهذه الجبهة.